# Josef Resl
Josef Resl (18. října 1885 Husa u Sychrova – 6. března 1967 Obříství) byl český římskokatolický kněz, plzeňský vikář a později arcibiskupský vikář.

## Život
Na kněze byl vysvěcen dne 16. července 1911. Po vysvěcení byl kaplanem ve Starém Sedlišti, Vlašimi a v Praze–Zbraslavi. V roce 1914 se stal kaplanem v Městě Touškově na Plzni-severu. Za války v roce 1916 byl polním kurátem v aktivní službě. V roce 1919 po smrti touškovského faráře Josefa Köhlera se stal v Městě Touškov farářem, kterým zůstal až do roku 1938. V roce 1929 se stal plzeňským vikářem a později arcibiskupským notářem a vikářem. Po okupaci v roce 1938 musel z převážně německé farnosti v Touškově odejít a stal se administrátorem v Manětíně až do roku 1945. Poté se stal farářem ve Starém Plzenci, kde v roce 1949 přečetl pastýřský list od kardinála Berana a za to ho komunistická StB zatkla a zavřela na tři roky do pracovního tábora v Jáchymově. Po propuštění v roce 1952 byl jmenován administrátorem v Obříství a Chlumíně, kde působil až do své smrti v roce 1967. V roce 1940 se stává čestným konzistorním radou a 3. února 1948 ho papež Pius XII. jmenoval papežským komořím a monsignorem. Josef Resl se také plně věnoval činnosti literární, která se projevila zejména v oboru historie a katechetiky. Vydal několik svazků zdařilých a pečlivě vypracovaných katechezí a spolupracoval i s někdejším měsíčníkem "Plzeňsko", vydávaným Národopisným museem v Plzni a věnovaným národopisu západních Čech.
Pozn.: Josef Resl zemřel dle matrik i parte 6. března 1967. Na jeho hrobě je napsáno chybné datum úmrtí 3. 3. 1967.

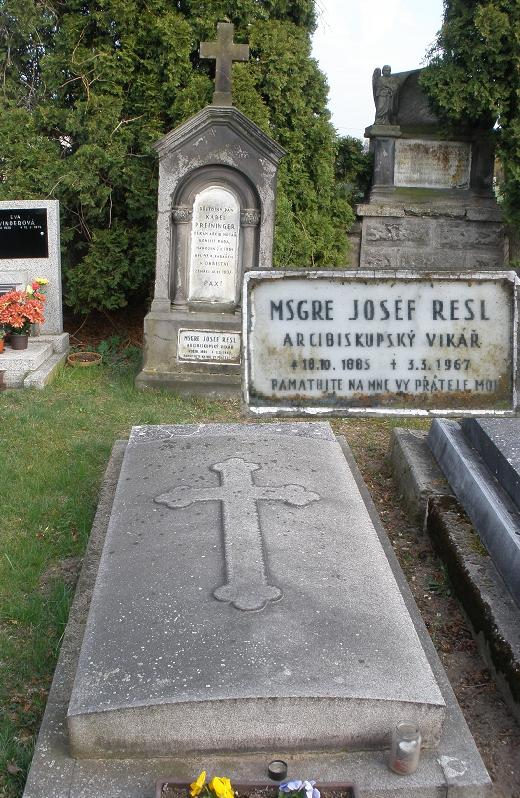
Hrob Msgre. Josefa Resla v Obříství na Mělnicku

## Dílo
- Katechese pro obecné školy. Praha: Bohuslav Rupp, 1942. 431 s.

## Ocenění
Od roku 1929 je čestným občanem Města Touškov.